# Geobra Brandstätter
Geobra Brandstätter è un'impresa tedesca con sede a  Zirndorf in Baviera.

## Storia
L'azienda è stata fondata nel 1876 a Fürth da Andreas Brandstätter e produceva serramenti. Nel 1921 inizia la produzione di giocattoli in metallo. Nel 1954 la ditta investe nel materiale plastico dando vita, nel 1974 ai Playmobil.

## La produzione
L'azienda produce esclusivamente in Europa con stabilimenti a Dietenhofen, a 25 Km dalla sede legale dell'impresa, a Malta, dove viene prodotta l'intera linea "Playmobil 1•2•3" e tutti i pupazzi, in Spagna ed in Repubblica Ceca.